# 浪江町立なみえ創成小学校・中学校
浪江町立なみえ創成小学校（なみえちょうりつ なみえそうせいしょうがっこう）および浪江町立なみえ創成中学校（なみえちょうりつ なみえそうせいちゅうがっこう）は、福島県双葉郡浪江町にある公立小学校・中学校。同一敷地内にある浪江にじいろこども園についても本項目で記述する。

## 解説
もともと浪江町内には小学校6校と中学校3校があったが、2011年（平成23年）3月11日に発生した東北地方太平洋沖地震と、その直後に発生した津波（東日本大震災）、さらに、その直後に起きた福島第一原子力発電所事故の影響により町内全域が避難区域に指定されたため、全校休校となった。その後、避難先の福島県二本松市にて浪江小学校と津島小学校、浪江中学校が臨時校舎にて授業を再開したが、残りの6校は臨時休業を継続した。
2017年（平成29年）3月31日から帰宅困難地域を除く町内全域の避難指示が解除されることとなり、町内に戻ってくる児童・生徒の登校先として、小学校と中学校を併設した学校として当校が開校した。校舎は、開校当時休校中であった浪江東中学校を改修し設置された。校名は、浪江地区（町内中心部）だけの学校ではないことを表すため、さらに「なかよく」「みんな」「えがおで」の意味を込め、ひらがな表記の「なみえ」が使われている。
2018年（平成30年）、浪江町は避難先再開校および臨時休業校について、在校生が0名となった再開校を休校とすること、すべての学校が休校となった時点で一斉に閉校とする方針を決定。浪江小学校・浪江中学校は2020年（令和2年）度末をもって閉校となり、なみえ創成小学校・なみえ創成中学校に統合された。さらに津島小学校も2021年6月に閉校したことから、これ以降当校が浪江町で唯一の小学校・中学校となっている。

## 浪江にじいろこども園
浪江にじいろこども園（なみえにじいろこどもえん）は、なみえ創成小学校・中学校と同一敷地内にある認定こども園。子どもたちが安心して遊び、学べる教育環境を整えるために、浪江町が開園した幼保連携型認定こども園である。園舎は木造平屋建で、敷地の南西角に位置する。
運動会や避難訓練などの行事は、なみえ創成小学校・中学校と合同で実施されている。

## 沿革
- 2016年（平成28年）11月7日 - 【こども園】園舎建設着工[6]。
- 2017年（平成29年）
  - 7月31日 - 【こども園】園舎竣工[6]。
  - 9月29日 - 【こども園】園舎落成式挙行[9]。
  - 10月2日 - 【こども園】この日から10月31日まで園舎見学会を開催[10]。
- 2018年（平成30年）
  - 4月1日 - 【小学校・中学校】開校。
  - 4月5日 - 【こども園】開園式と最初の入園式を挙行[11]。
  - 4月6日 - 【小学校・中学校】校舎落成式、開校式と最初の入学式を挙行[3][12]。
- 2019年（平成31年/令和元年）
  - 2月25日 - 【小学校・中学校】校歌完成[13]。
  - 3月16日 - 【小学校・中学校】「校歌完成の集い」を挙行[14]。
  - 3月13日 - 【中学校】最初の卒業式を挙行[15]。
  - 3月22日 - 【小学校】最初の卒業式を挙行[15]。
  - 5月 - 【小学校・中学校】敷地内にあるクラブハウスの一般利用開始[16]。
- 2021年（令和3年）4月1日 - 【小学校】浪江小学校を統合。【中学校】浪江中学校を統合。

## アクセス
- JR常磐線浪江駅から約2 km、車で約3分、徒歩で約30分。
- 常磐自動車道浪江ICから約5.8 km、車で約10分。
- 浪江町役場から約930 m、車で約2分、徒歩で約14分。

## 周辺
- 国道6号
- 高瀬川